# Gabriela, giros del destino
Gabriela, giros del destino es una telenovela colombiana producida por Caracol Televisión. Se estrenó el 1 de julio de 2009 y finalizó el 18 de mayo de 2010.
Esta protagonizada por Carolina Gaitán y Andrés Toro, con las participaciones antagónicas de John Alex Toro y Carolina Sepúlveda.

## Sinopsis
Gabriela Rueda lucha contra el reloj. Pablo Córdoba, al contrario, anda sin afanes, pero sus vidas y tiempos se cruzan inesperadamente para comprobar que los giros del destino son impredecibles.
El día para ella dura más de 24 horas y aunque lucha con la levantada, después de estar en pie cumple con todas sus actividades.
Gabriela vive en un tren de vida y nadie entiende cómo no es la mata del estrés. Por el contrario, es la más sonriente, fresca y alegre.
Otra cosa que pocos se explican es cómo siendo tan hermosa y dulce, no tiene novio. Pretendientes no le faltan, sin embargo a todos les encuentra "peros".
Pablo Córdoba aparece en su vida, pero de la peor manera. Ella busca en Cartagena un cupo en la selección Nacional de patinaje y un trágico accidente, por culpa de este conductor imprudente, acaba con sus sueños y su carrera deportiva.
La joven debe empezar de cero, al lado de la familia y con la incógnita sobre el hombre que la atropelló y la abandonó a su suerte.
Paralela a la recuperación de Gabriela, trascurre la vida de Pablo, díscolo y mujeriego, hijo de Efraín Córdoba, dueño de la importante empresa Jugos de Colombia.
Después de un tiempo prudencial, el joven regresa al país luego de cargar la culpa del accidente de Gabriela y viene dispuesto a ser gerente de la empresa familiar.
Para ello debe trabajar por un año como operario raso y llevar una falsa identidad. Cumplida esa condición, Córdoba considerará que su hijo es apto para el cargo.
En medio de esta mentira se reencuentra con Gabriela y enfrenta otra jugada del destino.
Pablo decide reivindicar el doloroso pasado, pero termina enamorado. Y aunque para ella el amor no cuenta, este hombre que le cambió la vida va a modificarle la escala de prioridades.

## Reparto
- Carolina Gaitán - Gabriela Rueda
- Andrés Toro - Pablo Córdoba
- John Alex Toro - Ernesto Zárate
- Carolina Sepúlveda - Veronica Maldonado
- Luz Stella Luengas - Olga de Rueda
- Waldo Urrego - Guillermo Rueda
- Luis Fernando Múnera - Efraín Córdoba
- Constanza Duque - Mercedes de Córdoba
- Jennifer Leibovici - Yurani Cotes
- Adriana Bottina - Adriana Villanueva
- Fiona Horsey - Martina
- Fredy Ordóñez - Gerardo
- Jorge Herrera - Abelardo
- Alfredo Cuéllar - Johnny
- Juan Pablo Franco - Julio
- Santiago Moure - Héctor
- Luces Velásquez - Carmenza
- Yesenia Valencia - Aydé
- Pedro Pallares - Emiliano
- Federico Rivera - El "Topo"
- Carmenza Duque - Azucena
- Víctor Cifuentes - Vicente

## Tema musical
- En Colombia el tema original de la novela era Gabriela Giros del Destino interpretado por Carolina Gaitán.
- En Panamá fue transmitida en el horario de la 1 p. m., su tema musical fue Regreses a Mí de Yamilka Pitre, nunca fue líder pero defendió el horario compitiendo con la producción Llena de amor en Telemetro Panamá, la cual fue la más vista en las tardes.